# M/elody
M/elody는 일본의 싱어송라이터 츠지 시온의 3번째 싱글작이다. 2009년 8월 5일에 DefSTAR RECORDS에서 발매되었다. 전작에 이어서 텔레비전 애니메이션 주제곡으로 쓰였다.

## 수록곡
1. M/elody (3분 47초)
후지 TV계 '노이타미나' 티비 애니메이션'도쿄 매그니튜드 8.0' 엔딩 테마
2. ナミノリ (3분 55초)
(파도타기)
3. M/elody (Instrumental)

전곡 작사/작곡：츠지 시온 편곡：mw

## 수록 앨범
- Catch!（#1）